# Qamil Çami
Qamil Izet Çami (ur. 4 stycznia 1875 w Filiatesie, zm. 26 września 1933 w Tiranie) – albański poeta i nauczyciel. Był etnicznie Czamem.

## Życiorys
Po ukończeniu studiów w Konstantynopolu został mianowany prefektem Sagiady.
W 1907 roku rozpoczął pracę nauczyciela w osmańskiej szkole w Filiatesie, gdzie potajemnie nauczał języka albańskiego. Rok później współzałożył pierwszą albańskojęzyczną szkołę w tym mieście, której został dyrektorem.
Podczas wojen bałkańskich był przez 10 miesięcy więziony w Janinie przez wojska greckie, jednak udało mu się uciec do Wlory. W 1920 roku został ponownie uwięziony, tym razem przez wojska włoskie na wyspie Sazan, jednak szybko został wypuszczony na wolność. W 1922 roku został prefektem Konispola, następnie w latach 1924–1927 pracował jako nauczyciel języka albańskiego na terenie zamieszkałej przez Czamów Tesprotii.